# Ngozi Mwanamwambwa
Ngozi Mwanamwambwa-Asinga (25 februari 1971) is een Zambiaanse oud-sprintster.

## Biografie
Ngozi Mwanamwambwa is getrouwd met de Surinaamse oud-sprinter Tommy Asinga. Hun zoon, Issam Asinga, is eveneens een getalenteerd sprinter. Ze ging naar het Principia College in Elsah in Illinois.
Zij nam deel aan de 100 meter, 200 meter en 400 meter op de Olympische Zomerspelen van 1992 in Barcelona. Ook sprintte ze op de 400 meter op de Olympische Zomerspelen van 1996 in Atlanta.